# Hakea commutata
Hakea commutata (лат.) — кустарник, вид рода Хакея (Hakea) семейства Протейные (Proteaceae), произрастающий в Западной Австралии.

## Ботаническое описание
Hakea commutata — лигнотуберозный густой жёсткий кустарник с округлой кроной, растущий до 0,5—3 м в высоту. Листья игольчатой формы имеют длину от 1 до 3,5 см и ширину от 1 до 1,7 мм с острым кончиком длиной 0,7—1,4 мм. Листья голубовато-зелёные с беловатым порошкообразным покрытием, гладкие или покрытые редкими грубыми волосками и небольшими выпуклостями. Соцветие состоит из 8—12 цветков либо в пазухах листьев, либо на конце ветвей. Околоцветник кремово-белого или жёлтого цвета имеет длину от 3 до 3,5 мм и окрашен в красный цвет у основания. Пестик имеет длину от 7,5 до 11,5 мм. Красно-розовые и кремово-белые цветы появляются с сентября по ноябрь, иногда цветут до декабря. Древесно-коричневые мелко морщинистые плоды имеют скошенную овальную форму длиной от 2 до 3,2 см и шириной от 1,1 до 1,7 см. Семена от чёрного до тёмно-коричневого цвета с крылом с одной стороны, длиной от 13,5 до 19 мм. Прорастание семени занимает в среднем 23 дня.

## Таксономия
Вид Hakea commutata был описан немецким ботаником Фердинандом фон Мюллером в 1865 году как часть работы Fragmenta Phytographiae Australiae. Единственным синонимом является Hakea nodosa Видовое название — от латинского слова commutata, означающее «с изменением». Мюллер принял этот эпитет, ошибочно полагая, что листья у этого вида изменчивые.

## Распространение и местообитание
H. commutata эндемичен для районов в регионах Уитбелт и Голдфилдс-Эсперанс, от Тудиэй на севере до Национального парка Фицджералд-Ривер на юго-западе и Национального парка Кейп-Арид на юго-востоке. Встречается вдоль водотоков и среди гранитных обнажений, растёт на супесчаных или глинистых почвах, и обычно является частью эвкалиптовых зарослей в пустынных местностях и на латерите.

## Охранный статус
Вид H. commutata классифицируется как «не угрожаемый» Департаментом парков и дикой природы правительства Западной Австралии.